# Schloss Ligist

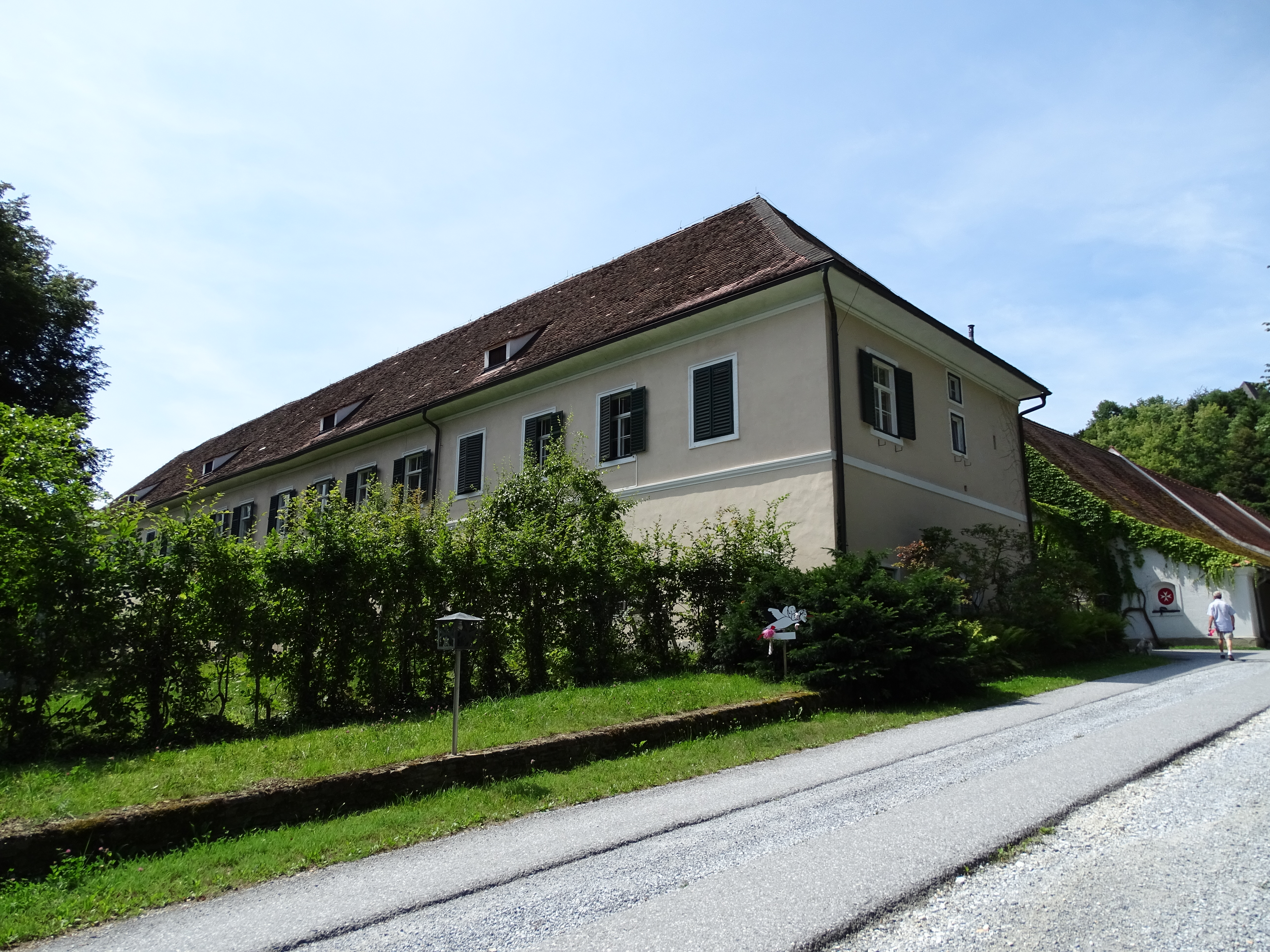
Das Schloss im Juli 2019

Das Schloss Ligist, auch als Malteser-Schloss oder Neues Schloss bekannt, befindet sich in der Marktgemeinde Ligist, im Bezirk Voitsberg in der Weststeiermark (Österreich). Die Ursprünge des Schlosses gehen bis auf die zweite Hälfte des 18. Jahrhunderts zurück. Es befindet sich seit 1928 im Besitz des Souveränen Malteserordens und beherbergt seit 1973 im Erdgeschoß ein Heimatmuseum.

## Standort
Das Schloss liegt etwas nördlich des Ortes Ligist, am Fuße des Burgberges.

## Geschichte

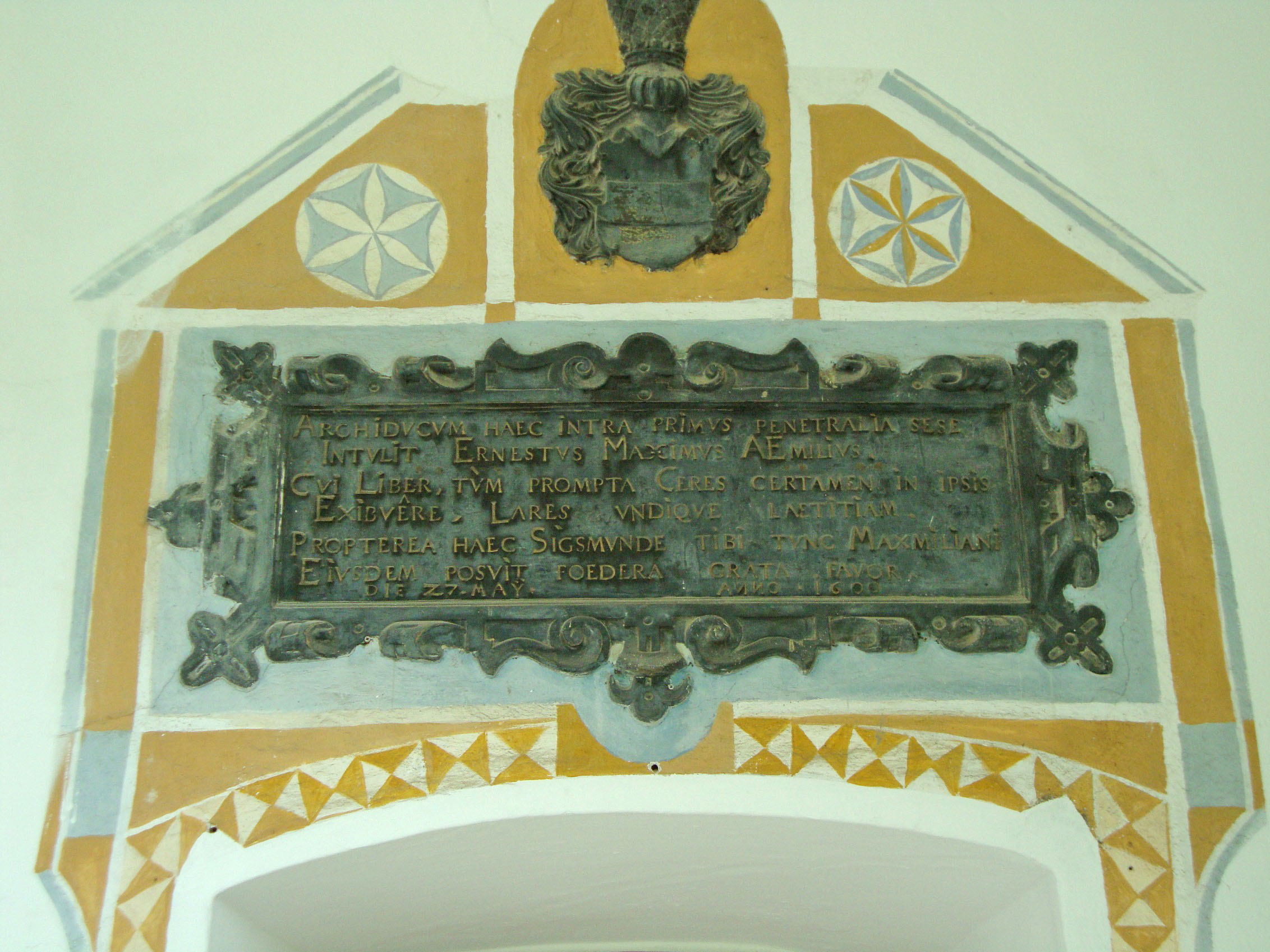
Die Inschrift über dem Eingang zum Heimatmuseum

Das heutige Schloss war ursprünglich ein Gutshof der Burg Ligist. Dieser Gutshof wurde von den Herren von Saurau ab 1783 erweitert und ausgebaut, da diese aus finanziellen Gründen auf eine Modernisierung der Burg verzichteten. Der Ausbau dauerte bis in das Jahr 1817 an. In der Zeit zwischen 1880 und 1928 befand sich das Schloss im Besitz der mit den Saurau verwandten Grafen von Goëss. Im Jahr 1928 erwarb das Großpriorat von Böhmen und Österreich des Souveränen Malteserordens das Schloss sowie die Burg. Der Orden stellte 1973 sechs Räume im Erdgeschoß für die Einrichtung eines Heimatmuseums zur Verfügung, wofür sie auch bis heute genutzt werden. Die restlichen Räumlichkeiten werden vom Orden genutzt.

## Schloss
Beim Schloss handelt es sich um einen einfachen zweigeschoßigen Einflügelbau mit langgestrecktem, rechteckigem Grundriss. Die beiden Geschoße werden an der Außenseite durch ein einfaches Putzband voneinander getrennt und die zur Straße zeigende, 18-achsige Gebäudefront ist schmucklos. An der Hofseite des Erdgeschoßes befinden sich Arkaden, welche teilweise mit eingemauerten Wappen der Familie Saurau-Teuffenbach versehen sind. Bei den Arkaden befindet sich auch der Zugang zum Heimatmuseum. Über diesem Eingang befindet sich eine Inschrifttafel aus dem Jahr 1600. An den westlichen Teil des Schlosses schließt ein großer Wirtschaftshof an.
Der auf das Jahr 1625 datierte Steinaltar sowie zwei Statuen der Heiligen Katharina und Karl Borromäus aus der Schlosskapelle befinden sich heute in der Ortskapelle Grabenwarth.